# Jüdischer Friedhof (Sulzbürg)

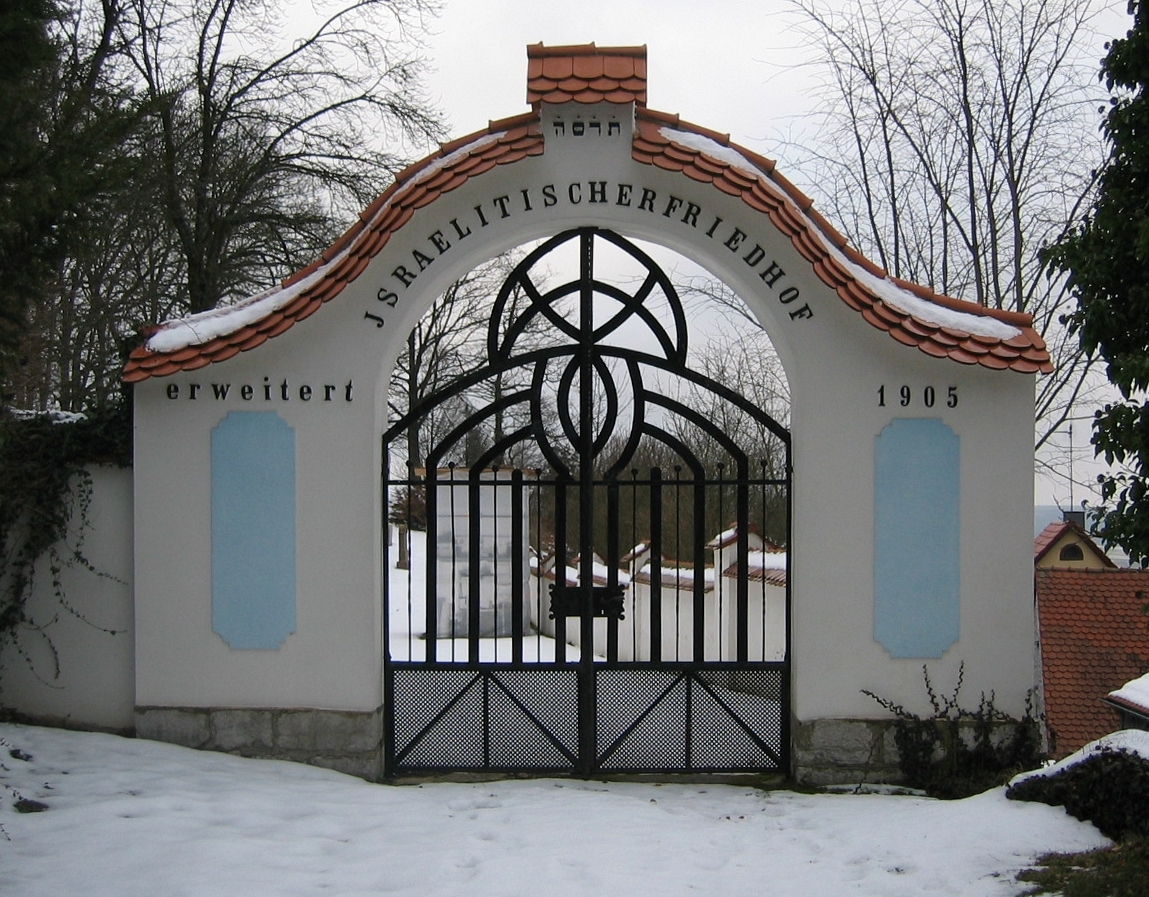
Torbau des jüdischen Friedhofes Sulzbürg von 1905 ('ת'ר'ס'ה)

Der Jüdische Friedhof in Sulzbürg, das heute Ortsteil der Gemeinde Mühlhausen/Sulz im Oberpfälzer Landkreis Neumarkt ist, entstand im 15. Jahrhundert. Er diente etwa 500 Jahre lang der Sulzbürger jüdischen Gemeinde als Begräbnisstätte und ist nun als Baudenkmal unter Schutz gestellt.

## Beschreibung und geschichtlicher Überblick
Der jüdische Friedhof wurde um 1435 angelegt. Die Engelgasse im Ort führt direkt zu ihm hin. Seine Fläche von 3700 m² ist in drei Gräberfelder aufgeteilt. Der älteste Teil liegt auf unebenem, felsigem Gelände. 1855 und 1905 wurde der Friedhof stark erweitert. Ein Grund dafür war, dass auch Mitglieder angeschlossener Gemeinden auf dem für sie zuständigen Verbandsfriedhof Sulzbürg beerdigt wurden, so beispielsweise bis 1879 Mitglieder der nahe gelegenen Neumarkter jüdischen Gemeinde.

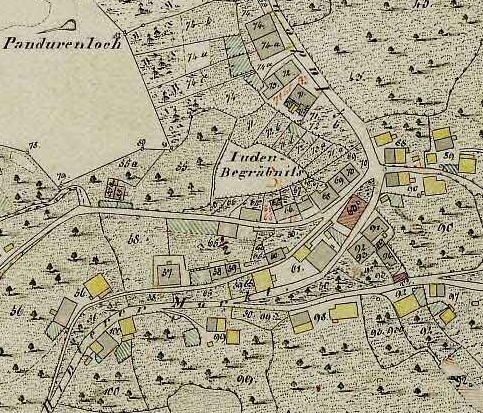
Im Mittelpunkt des Kartenausschnitts der jüdische Friedhof im Jahre 1830, vor der Erweiterung von 1855,
das rot unterlegte Gebäude Hausnummer 62 ist die damalige Synagoge

Die erste dokumentierte Beerdigung fand 1632 statt. 1644 wurde der Friedhof vermutlich bei der Invasion der Schweden wegen seiner Nähe zu den Befestigungen des Schlosses Untersulzbürg zerstört. Der älteste dokumentierte, aber verschollene Grabstein stammt aus dem Jahr 1647, der älteste erhalten gebliebene ist von 1656. Die letzte Bestattung erfolgte am 27. April 1938.
Im November 1938 wurde der Friedhof geschändet, anschließend vernachlässigt und schließlich geschlossen. 1945 mussten Sulzbürger Einwohner Grabsteine wieder aufrichten. 1958 wurde der Friedhof restauriert und öffentlich zugänglich gemacht sowie eine neue Einfriedungsmauer errichtet. Nach einem vom Bayerischen Landesamt für Denkmalpflege zusammen mit der Israelitischen Kultusgemeinde München und kommunalen Stellen zwischen 2003 und 2008 erarbeiteten Konzept wurden 2009 umfassende Konservierungsmaßnahmen durchgeführt. Dadurch wurde es möglich, die Inschriften für rund 320 Sulzbürger Männer, Frauen und Kinder auf teilweise sehr verwitterten Grabsteinen zu identifizieren.
Die im hebräischen Original gereimte Inschrift des Grabsteins von 1656 zeugt beispielhaft von der Frömmigkeit, Gelehrsamkeit und Lebendigkeit in der damaligen Sulzbürger jüdischen Gemeinde:

„Hier ist verborgen Abraham, der Sohn des Herrn, Herrn Josef Schnaittach, sein Andenken sei zum Segen, Sulzbürg.
‚Und es pflanzte Abraham eine Tamariske‘ für Durchreisende und Umkehrende auf dem Berg Zion, sie wird Bestand haben bei der Wiederbelebung der Liebenden (oder: der Geliebten). Gott nahm ihn ‚unter die Flügel der Kerubim‘. 5. Tag, den 12. Nisan 416. Als ein Gerechter zum Leben der Ewigkeit seien sie eingeschrieben. Es sei seine Seele eingebunden im Bündel des Lebens.“